# Rocky Marciano
Rocky Marciano, eigentlich Rocco Francis Marchegiano, (* 1. September 1923 in Brockton, Massachusetts; † 31. August 1969 in der Nähe von Newton, Iowa) war ein US-amerikanischer Boxer italienischer Abstammung. Insgesamt konnte er 87,76 % seiner Gegner vorzeitig besiegen, er erreicht somit die höchste K.-o.-Quote aller Schwergewichtsweltmeister in der Geschichte des Profiboxens. Er beendete seine Karriere als erster ungeschlagener Schwergewichts-Boxweltmeister und gilt daher und aufgrund seiner hohen K.-o.-Quote als einer der erfolgreichsten Boxer in der Geschichte dieses Sports. Er war von 1952 bis 1956 Weltmeister. Marciano kam am Tag vor seinem 46. Geburtstag bei einem Flugzeugabsturz ums Leben.

## Jugend, Militärzeit und eine kurze Amateurlaufbahn als Boxer
Der Sohn italienischer Einwanderer – sein Vater, Pierino Marchegiano (1889–1986), stammte aus Ripa Teatina, Abruzzen und arbeitete in einer Schuhfabrik – interessierte sich als Jugendlicher zunächst für Baseball und American Football, aber nicht für das Boxen. Doch ungeachtet der ausgeübten Sportart bedeutete eine sportliche Karriere in jedem Fall eine Option auf den sozialen Aufstieg, so dass sich Rocky Marciano 1947 bei den Chicago Cubs, einem Profi-Baseballclub, als Catcher zu etablieren versuchte, was jedoch misslang. Da Marcianos wahres Talent das Boxen war, mit dem er 1943 im relativ späten Alter von fast 20 Jahren während seines Militärdienstes bei der United States Army begonnen hatte, widmete er sich ab diesem Zeitpunkt ausschließlich dieser Sportart. Nach seiner Militärzeit bestritt er unter dem Namen Rocky Mack zwölf Kämpfe als Amateur, von denen er acht siegreich beendete.

## Anfänge als Profi
Seine ersten 16 Gegner besiegte Marciano in den ersten Runden (darunter den ungeschlagenen Eddie Ross). Am 24. März 1950 besiegte er mit dem ungeschlagenen Roland La Starza (Bilanz 37-0) einen ersten bekannten Kontrahenten über zehn Runden nach Punkten (2:1-Urteil), nachdem er diesen in der vierten Runde zu Boden geschlagen und in der achten Runde einen Punktabzug für einen (versehentlichen) Tiefschlag erhalten hatte. Im Kampf davor beendete er die Profilaufbahn des aufstrebenden Carmine Vingo, der zuvor in 17 Kämpfen nur einmal verloren hatte. Dieser ging in der sechsten Runde schwer k. o. und entrann nur knapp dem Tod. 1962 bezeichnete Marciano diesen als seinen schwersten Kampf.
1951 schlug Marciano den 23-jährigen 9:5-Favoriten Rex Layne in der sechsten Runde k. o.; dieser hatte im Jahr zuvor Jersey Joe Walcott einstimmig nach Punkten besiegt. Spätestens mit diesem Sieg war der Boxer aus Brockton einer der Anwärter für einen Kampf um den Weltmeistertitel.
Marciano beendete im Oktober desselben Jahres endgültig die sportliche Karriere einer Boxlegende – Joe Louis. Dieser hatte seit seiner Punktniederlage gegen Ezzard Charles 1950 acht Siege in Serie erkämpft, war aber mit 37 Jahren als Boxer über seinem Zenit und boxte nur noch, um seine Steuerschulden begleichen zu können. Obwohl Marciano Louis in der achten Runde k. o. schlug, nachdem dieser schon vorher zu Boden gegangen war, war es offensichtlich, dass der aufstrebende Boxer sein ehemaliges Vorbild „schonte“.

## Gewinn des Weltmeistertitels
Am 23. September 1952 wollte der amtierende Weltmeister Jersey Joe Walcott seinen Titel gegen den fast zehn Jahre jüngeren Marciano verteidigen. Trotz eines Niederschlages in der ersten Runde (Marciano wurde bis „vier“ angezählt) und hoher Punktführung Walcotts (7:4, 7:5, 8:4 Runden), beendete eine Rechte Marcianos in der 13. Runde dieses Unterfangen. Dieser Kampf wurde vom renommierten RING Magazine zum Kampf des Jahres gewählt.

## Titelverteidigungen
Die erste Titelverteidigung im Mai 1953 in Chicago war der Rückkampf mit Walcott, den „the Rock“, wie Marciano von seinen Fans genannt wurde, durch K. o. in der ersten Runde für sich entschied. Die darauf folgende Titelverteidigung in New York City war ebenfalls eine Art Rückkampf, denn der Gegner hieß Roland LaStarza. Vor 45.000 begeisterten Zuschauern siegte Marciano in den „Polo Grounds“ durch Technischen K. o. in Runde 11. LaStarza war ein annähernd ebenbürtiger Gegner und Marciano lag nach zehn Runden bei zwei der drei Punktrichter mit 6:4, bzw. 7:3 Runden in Front, während der dritte den Kampf ausgeglichen sah. 1954 verteidigte er die Schwergewichtskrone zweimal gegen den 33-jährigen Ex-Weltmeister Ezzard Charles. Beide Veranstaltungen fanden im Yankee Stadium in New York statt. In der ersten Begegnung schaffte es Marciano erstmals wieder nach elf Kämpfen nicht, den Gegner, der doppelt so viele Kämpfe in seinem Rekord aufwies, k. o. zu schlagen. Zwar war er einstimmiger Punktsieger, weil er besonders im letzten Drittel der 15 Runden der frischere und aggressivere Kämpfer in dem hochklassigen Match war, aber Teile der Presse und viele Fans waren der Meinung, dass Charles sich eine weitere Chance verdient hatte. Der Rückkampf war vom Kampfverlauf zwar eindeutiger zu Gunsten Marcianos, erhielt aber eine Dramatik dadurch, dass Marciano auf Grund einer schweren Nasenverletzung kurz vor einer Niederlage durch verletzungsbedingten Abbruch stand und nur noch durch einen K.-o.-Sieg gewinnen konnte, was ihm schließlich in der achten Runde gelang.
Die vorletzte Titelverteidigung (1955) war gegen den britischen Boxer Don Cockell. Dieser hatte noch drei Jahre zuvor gegen den Mittelgewichtler und Ex-Weltmeister Randy Turpin durch Technischen K. o. verloren (drei Niederschläge), als er um den vakanten Halbschwergewichts-Titel des Commonwealth Champions boxte, und wog zu diesem Zeitpunkt 79 kg. Nur drei Jahre später war er 14 kg schwerer, hatte aber in England den Weltranglistenboxer Roland LaStarza (zumindest auf dem Papier) nach Punkten besiegen können. Doch gegen Marciano war er chancenlos und verlor in San Francisco durch Technischen K. o. in der neunten Runde.
Marcianos letzter Gegner Archie Moore verlangte trotz seiner (angenommenen) 40 Jahre und gut 180 Profi-Kämpfe diesem weit mehr ab und schaffte es sogar, den Champion in der zweiten Runde zu Boden zu schicken. Moore ging im Verlauf des Kampfes jedoch selbst fünfmal zu Boden und Marciano gewann schließlich mit einem klaren K.-o.-Sieg.
Im folgenden Jahr trat Rocky Marciano am 27. April 1956 nach 49 Siegen ungeschlagen zurück. Sein Kampfrekord hatte bis 2017 Bestand. Erst 2015 gelang es Floyd Mayweather Jr., mit Marcianos 49:0 Siegen gleichzuziehen. 2017 übertraf Mayweather mit 50 Siegen Marcianos Bilanz.

## Liste der Profikämpfe
| 49 Siege (43 K.-o.-Siege), 0 Niederlagen, 0 Unentschieden |               |                                          |                                                        |                                               |
| Jahr                                                      | Tag           | Ort                                      | Gegner                                                 | Ergebnis für Marciano                         |
| 1947                                                      | 17. März      | Valley Arena, Holyoke, USA               | Lee Epperson                                           | Sieg / KO 3. Runde                            |
| 1948                                                      | 12. Juli      | Rhode Island Auditorium, Providence, USA | Harry Bilazarian                                       | Sieg / TKO 1. Runde                           |
| 1948                                                      | 19. Juli      | Rhode Island Auditorium, Providence, USA | John Edwards                                           | Sieg / KO 1. Runde                            |
| 1948                                                      | 9. August     | Rhode Island Auditorium, Providence, USA | Bobby Quinn                                            | Sieg / KO 3. Runde                            |
| 1948                                                      | 23. August    | Rhode Island Auditorium, Providence, USA | Eddie Ross                                             | Sieg / KO 1. Runde                            |
| 1948                                                      | 30. August    | Rhode Island Auditorium, Providence, USA | Jimmy Weeks                                            | Sieg / TKO 1. Runde                           |
| 1948                                                      | 13. September | Rhode Island Auditorium, Providence, USA | Humphrey Jackson                                       | Sieg / KO 1. Runde                            |
| 1948                                                      | 20. September | Rhode Island Auditorium, Providence, USA | Bill Hardeman                                          | Sieg / KO 1. Runde                            |
| 1948                                                      | 30. September | Uline Arena, Washington, USA             | Gilbert Cardone                                        | Sieg / KO 1. Runde                            |
| 1948                                                      | 4. Oktober    | Rhode Island Auditorium, Providence, USA | Bob Jefferson                                          | Sieg / TKO 2. Runde                           |
| 1948                                                      | 29. November  | Rhode Island Auditorium, Providence, USA | James Patrick Connolly                                 | Sieg / TKO 1. Runde                           |
| 1948                                                      | 14. Dezember  | Convention Hall, Philadelphia, USA       | Gilley Ferron                                          | Sieg / TKO 2. Runde                           |
| 1949                                                      | 21. März      | Rhode Island Auditorium, Providence, USA | Johnny Pretzie                                         | Sieg / TKO 5. Runde                           |
| 1949                                                      | 28. März      | Rhode Island Auditorium, Providence, USA | Artie Donato                                           | Sieg / KO 1. Runde                            |
| 1949                                                      | 11. April     | Rhode Island Auditorium, Providence, USA | Jimmy Walls                                            | Sieg / KO 3. Runde                            |
| 1949                                                      | 2. Mai        | Rhode Island Auditorium, Providence, USA | Jimmy Evans                                            | Sieg / TKO 3. Runde                           |
| 1949                                                      | 23. Mai       | Rhode Island Auditorium, Providence, USA | Don Mogard                                             | Punktsieg (einstimmig) / 10 Runden            |
| 1949                                                      | 18. Juli      | Rhode Island Auditorium, Providence, USA | Harry Haft                                             | Sieg / KO 3. Runde                            |
| 1949                                                      | 16. August    | New Page Arena, New Bedford, USA         | Pete Louthis                                           | Sieg / KO 3. Runde                            |
| 1949                                                      | 26. September | Rhode Island Auditorium, Providence, USA | Tommy DiGiorgio                                        | Sieg / KO 4. Runde                            |
| 1949                                                      | 10. Oktober   | Rhode Island Auditorium, Providence, USA | Ted Lowry                                              | Punktsieg (einstimmig) / 10 Runden            |
| 1949                                                      | 7. November   | Rhode Island Auditorium, Providence, USA | Joe Dominic                                            | Sieg / KO 2. Runde                            |
| 1949                                                      | 2. Dezember   | Madison Square Garden, New York, USA     | Pat Richards                                           | Sieg / TKO 2. Runde                           |
| 1949                                                      | 19. Dezember  | Rhode Island Auditorium, Providence, USA | Phil Muscato                                           | Sieg / TKO 5. Runde                           |
| 1949                                                      | 30. Dezember  | Madison Square Garden, New York, USA     | Carmine Vingo                                          | Sieg / KO 6. Runde                            |
| 1950                                                      | 24. März      | Madison Square Garden, New York, USA     | Roland La Starza                                       | Punktsieg (geteilte Entscheidung) / 10 Runden |
| 1950                                                      | 5. Juni       | Rhode Island Auditorium, Providence, USA | Eldridge Eatman                                        | Sieg / TKO 3. Runde                           |
| 1950                                                      | 10. Juli      | Braves Field, Boston, USA                | Gino Buonvino                                          | Sieg / TKO 10. Runde                          |
| 1950                                                      | 18. September | Rhode Island Auditorium, Providence, USA | Johnny Shkor                                           | Sieg / TKO 6. Runde                           |
| 1950                                                      | 13. November  | Rhode Island Auditorium, Providence, USA | Ted Lowry                                              | Punktsieg (einstimmig) / 10 Runden            |
| 1950                                                      | 18. Dezember  | Rhode Island Auditorium, Providence, USA | Bill Wilson                                            | Sieg / TKO 1. Runde                           |
| 1951                                                      | 29. Januar    | Rhode Island Auditorium, Providence, USA | Keene Simmons                                          | Sieg / TKO 8. Runde                           |
| 1951                                                      | 20. März      | Auditorium, Hartford, USA                | Harold Mitchell                                        | Sieg / TKO 2. Runde                           |
| 1951                                                      | 26. März      | Rhode Island Auditorium, Providence, USA | Art Henri                                              | Sieg / TKO 9. Runde                           |
| 1951                                                      | 30. April     | Rhode Island Auditorium, Providence, USA | Willis Applegate                                       | Punktsieg (einstimmig) / 10 Runden            |
| 1951                                                      | 12. Juli      | Madison Square Garden, New York, USA     | Rex Layne                                              | Sieg / KO 6. Runde                            |
| 1951                                                      | 27. August    | Boston Garden, Boston, USA               | Freddie Beshore                                        | Sieg / KO 4. Runde                            |
| 1951                                                      | 26. Oktober   | Madison Square Garden, New York, USA     | Joe Louis                                              | Sieg / TKO 8. Runde                           |
| 1952                                                      | 13. Februar   | Convention Hall, Philadelphia, USA       | Lee Savold                                             | Sieg / Aufgabe 6. Runde                       |
| 1952                                                      | 21. April     | Rhode Island Auditorium, Providence, USA | Gino Buonvino                                          | Sieg / KO 2. Runde                            |
| 1952                                                      | 12. Mai       | Rhode Island Auditorium, Providence, USA | Bernie Reynolds                                        | Sieg / KO 3. Runde                            |
| 1952                                                      | 28. Juli      | Yankee Stadium, Bronx, USA               | Harry Matthews                                         | Sieg / KO 2. Runde                            |
| 1952                                                      | 23. September | Municipal Stadium, Philadelphia, USA     | Jersey Joe Walcott NBA-Schwergewicht-Weltmeisterschaft | Sieg / KO 13. Runde                           |
| 1953                                                      | 15. Mai       | Chicago Stadium, Chicago, USA            | Jersey Joe Walcott NBA-Schwergewicht-Titelverteidigung | Sieg / KO 1. Runde                            |
| 1953                                                      | 24. September | Polo Grounds, New York, USA              | Roland La Starza NBA-Schwergewicht-Titelverteidigung   | Sieg / TKO 11. Runde                          |
| 1954                                                      | 17. Juni      | Yankee Stadium, Bronx, USA               | Ezzard Charles NBA-Schwergewicht-Titelverteidigung     | Punktsieg (einstimmig) / 15 Runden            |
| 1954                                                      | 17. September | Yankee Stadium, Bronx, USA               | Ezzard Charles NBA-Schwergewicht-Titelverteidigung     | Sieg / KO 8. Runde                            |
| 1955                                                      | 16. Mai       | Kezar Stadium, San Francisco, USA        | Don Cockell NBA-Schwergewicht-Titelverteidigung        | Sieg / TKO 9. Runde                           |
| 1955                                                      | 21. September | Yankee Stadium, Bronx, USA               | Archie Moore NBA-Schwergewicht-Titelverteidigung       | Sieg / KO 9. Runde                            |
| Quelle: Rocky Marciano in der BoxRec-Datenbank            |               |                                          |                                                        |                                               |

## Marcianos Boxstil
Marciano war ein Angriffsboxer, der – bedingt durch seine hohe Schlagfrequenz – auf seine Gegner von der ersten bis zur letzten Runde ständigen, nicht nachlassenden Druck ausübte. Diese Fähigkeit – kombiniert mit überdurchschnittlichen „Nehmerfähigkeiten“, gutem Auge und Reflexen, außergewöhnlich beidhändig starker Schlagkraft – die vergessen ließ, dass er, mit etwa 85 kg Kampfgewicht, nach heutigen Maßstäben ein Cruiserweight wäre – forderten von seinen Gegnern 100-prozentige Konzentration. Konnte diese nicht aufrechterhalten werden, folgte bis auf wenige Ausnahmen die Niederlage durch einen plötzlichen K.-o.-Schlag. Voraussetzung für diesen sehr physischen Stil waren eine enorme Kondition, Nervenstärke und absolutes Vertrauen in die eigenen Fähigkeiten.
Da sich Marciano akribisch auf seine Kämpfe vorbereitete und stets austrainiert war, geschah es während seiner gesamten Profilaufbahn nie, dass er selbst bei sehr hohem Tempo eines Kampfes diesem gegen Ende Tribut zollen musste.
Ziel der Taktik, die Marciano und sein Trainer Charley Goldman entwickelten, war es, das Kampfgeschehen von der Halbdistanz und dem Infight aus zu diktieren. Das kam Marciano auf Grund seiner fürs Schwergewicht geringen Körpergröße von nur 1,79 m mehr entgegen als seinen meist größeren Gegnern. Durch reaktionsschnelles Ausweichen, Ducken und ständiges Pendeln erschwerte er es dem anderen Boxer, seine Schläge ins Ziel zu bringen, da er einerseits seine Angriffsfläche verkleinerte, andererseits so gut wie nie ein ruhendes Ziel abgab.

## Leben nach der Boxerlaufbahn und Tod
Marciano widmete sich dem Familienleben und hatte durch solides Finanzmanagement seine Kampfbörsen gewinnbringend angelegt, so dass er als wohlhabend bezeichnet werden konnte. Er kam am Tag vor seinem 46. Geburtstag in der Nähe von Newton (Iowa) bei einem Flugzeugabsturz als Passagier einer einmotorigen Cessna 172 während einer Ausweichlandung aufgrund einer sich verschlechternden Wetterlage ums Leben. Mit ihm starben auch der Pilot und ein weiterer Mann. Marciano wurde in Ft. Lauderdale/Florida beigesetzt.
Marciano fand 1990 Aufnahme in die International Boxing Hall of Fame.

## Rocky – the Alltime Great
Rocky Marciano gilt als einer der „Alltime Greats“ des Boxsports. Er war der herausragende Schwergewichtsweltmeister der fünfziger Jahre, wie es vor ihm Joe Louis in den vierziger Jahren oder nach ihm Muhammad Ali in den sechziger und siebziger Jahren war. Im Gegensatz zu diesen beiden Boxlegenden trat er aber auf seinem absoluten Höhepunkt ab und blieb seiner Entscheidung treu, was seinen Legendenstatus noch verstärkte und ihm gegenüber Kritikern eine gewisse „Unantastbarkeit“ verlieh.

## Sonstiges
Die vielmals behauptete Meinung, dass Marciano das Vorbild für Sylvester Stallones Rocky gewesen sei, stimmt nicht. Diese „Ehre“ gebührt Chuck Wepner (geboren 1939). Am 24. März 1975 sah Stallone Wepners WM-Kampf gegen Ali, den er in der 15. Runde durch TKO verlor. Seine tapfere Leistung als 10:1-Außenseiter inspirierte Stallone zu seinem Film Rocky.
1969 wurde – angeregt durch einen Streit unter amerikanischen Sportjournalisten, wer der bessere Boxer sei, Marciano oder Ali – ein Computer mit Daten beider Boxer versorgt. Aus diesem umstrittenen Experiment, das auch filmisch unter Mitwirkung beider Boxer festgehalten wurde, ging Marciano als Abbruchsieger hervor. Aus heutiger Sicht mutet solch eine Vorgehensweise befremdlich an und das Ganze wurde auch schon damals in weiten Teilen der Sportwelt als tendenziös und als Gimmick empfunden.
Im 2007 veröffentlichten Film The Champ wurde Marciano von Nick Sandow verkörpert.